# Sida cuspidata
Sida cuspidata là một loài thực vật có hoa trong họ Cẩm quỳ. Loài này được (A. Robyns) Krapov. mô tả khoa học đầu tiên năm 2003.